# Antonio Sabàto, Jr.
Pour les articles homonymes, voir Sabato.
Antonio Sabato Jr. est un acteur italo-américain, né à Rome (Italie) le 29 février 1972.

## Biographie
Cette section ne s'appuie pas, ou pas assez, sur des sources secondaires ou tertiaires indépendantes du sujet.

Pour l'améliorer, ajoutez-en, ou placez des modèles {{Source secondaire souhaitée}} ou {{Source secondaire nécessaire}} sur les passages mal sourcés. (août 2023)
Son père, Antonio Sabàto (1943-2021), un acteur italien, a le même nom que lui. Sa mère, Yvonne Kabouchy, est tchèque.
Antonio Sabato est arrivé aux États-Unis à 14 ans. Depuis 1996, il a la nationalité américaine.
Il a été marié de 1992 à 1993 à Alicia Tully Jensen. En 1994, il a eu un fils, Jack Sabato avec Virginia Madsen.
Il a également une fille prénommée Mina, née en 2002, dont la mère est Kristin Rossetti.
Il a été le modèle de pubs pour les sous-vêtements Calvin Klein.
En 2009, il a été l'objet éponyme de la série de téléréalité My Antonio (en).
En 2018, il fut candidat républicain au Congrès des États-Unis, dans le 26e district congressionnel de Californie, mais il ne fut pas élu.

## Filmographie

### Cinéma
- 1990 : Il ragazzo delle mani d'acciaio : Kevin Foster
- 1991 : Fuga da Kayenta : Emiliano
- 1997 : Crossing Paths : Jeremy Bonner
- 1998 : Big Hit de Kirk Wong : Vince
- 1999 : Goosed : Dr Steven Stevenson
- 2001 : Longshot (en) : Tommy Sutton
- 2002 : Dead Above Ground : Dan DeSousa
- 2003 : Testosterone (en) : Pablo Alesandro
- 2003 : Wasabi Tuna (en) : Fredrico
- 2007 : Sirens of the Caribbean (en) : Michael Pace
- 2009 : Drifter: Henry Lee Lucas : Henry Lee Lucas
- 2011 : Balls to the Wall (en) : Oncle Sven
- 2011 : Little Women, Big Cars : AJ
- 2012 : Little Women, Big Cars 2 : AJ
- 2012 : Les Trois Corniauds (The Three Stooges) de Peter et Bobby Farrelly : Bobby

### Télévision

#### Séries télévisées
- 1992 - 1995 : Hôpital central (General Hospital) : Jagger Cates
- 1994 - 1995 : Earth 2 : Alonzo Solace
- 1995 : Melrose Place : Jack Parezi (saison 4, épisodes 4 à 10)
- 1996 : Loïs et Clark : Les Nouvelles Aventures de Superman : Bob Stanford (saison 4, épisode 8)
- 1999 : Ally McBeal : Kevin Wyatt (saison 2, épisode 21)
- 1999 : Les rescapés du Pacifique (Tribe) : Jack Osborne (4 épisodes)
- 2000 : Au-delà du réel : L'aventure continue (The Outer Limits) : Chad Warner / Sid Camden (saison 2, épisode 21)
- 2000 : Charmed : Bane Jessup (saison 2, épisodes 9 et 15)
- 2004 : Half & Half : Caro (saison 2, épisode 12)
- 2004 : Becker : Le petit-ami de Linda (saison 6, épisode 13)
- 2004 : The Help : Dwayne (7 épisodes)
- 2005 : Joey : Kyle (saison 1, épisode 16)
- 2005 - 2006 : Amour, Gloire et Beauté (The Bold and the Beautiful) : Dante Damiano
- 2008 : General Hospital : Night Shift : Jagger Cates (saison 2)
- 2008 : NCIS : Enquêtes spéciales : Dale Kapp (saison 6, épisode 10)
- 2009 : Ugly Betty : Lui-même (saison 3, épisode 24)
- 2009 : Scrubs : Lui-même (saison 9, épisode 2)
- 2010 : Les Experts : Manhattan (CSI: NY) : Davi Santos (saison 6, épisode 15)
- 2010 : Rizzoli et Isles : autopsie d'un meurtre : Jorge (saison 1, épisode 6)
- 2010 : Bones : Terror (saison 6, épisode 3)
- 2011 : Hot in Cleveland : Leandro (saison 2, épisode 16)
- 2013 : Baby Daddy : Gerard (saison 2, épisode 9)
- 2013 : Castle : Ramon Russo (saison 6, épisode 3)
- 2013 : The League : Père Zaragosa (saison 5, épisodes 12 et 13)
- 2017 - 2018 : Hilton Head Island : Jude Trisk (32 épisodes)

#### Téléfilms
- 1990 : Se non avessi l'Amore : Pier Giorgio Frassati
- 1993 : Seule contre l'injustice (Moment of Truth: Why My Daughter?) : A.J. Treece
- 1994 : Vilaines Filles et Mauvais Garçons (Jailbreakers) de William Friedkin : Tony Falcon
- 1995 : Le feu du secret (Her Hidden Truth) : Matt Samoni
- 1996 : Les yeux d'un tueur (If Looks Could Kill) : John Hawkins
- 1996 : Père et prêtre (Padre papà) : Don Giuseppe
- 1996 : Panique sur le grand huit (Thrill) : Jack Colson
- 1996 : Nom de code : Wolverine (Code Name: Wolverine) : Harry Gordini
- 1998 : Une évasion en or (The Perfect Getaway) : Randy Savino
- 1998 : Haute Tension (High Voltage) : Johnny Clay
- 1998 : Choc mortel (Fatal Error) : Nick Baldwin
- 2000 : Secret Défense (en) (The Chaos Factor) : Jack Poynt
- 2000 : The Base 2 (Guilty as Charged) : Sergent Hawks
- 2000 : Randonnée fatale (Final Ascent) : David
- 2001 : FBI : Enquête interdite (Mindstorm)
- 2001 : Shark Hunter : Spencer Northcut
- 2002 : Hyper Sonic : Grant Irvine
- 2002 : Péril sur Sydney / Opération Wolverine - À la seconde près (Seconds to Spare) : Paul Blake
- 2003 : Une célibataire à New York (See Jane Date) : Timothy Rommelly
- 2003 : Bugs : Matt Pollack
- 2005 : Miss Détective: Un mort en cavale (Jane Doe: Til Death Do Us Part) : Joey Angelini
- 2005 : Panique en altitude (Crash Landing) : John Masters
- 2006 : Impact : Menace sur la terre (Deadly Skies) : Richard Donovan
- 2007 : Quand ma vie bascule (Reckless Behavior: Caught on Tape) : Greg Vlasi
- 2007 : Danger en altitude (Destination: Infestation) : Ethan Hart
- 2008 : Ghost Voyage : Michael
- 2009 : Les Chroniques de Mars (Princess of Mars) : John Carter
- 2011 : Le Prix du passé (Secrets from Her Past) : Dr Shawn Tessle
- 2014 : All I Want for Christmas : Mike Patterson
- 2016 : L'Enfer au Paradis des milliardaires (Dark Paradise) : Dario Pizzini
- 2016 : L'amour est là où on ne l'attend pas (Hometown Hero) : Jason
- 2016 : Danse funèbre (Dance Night Obsession) : Miguel Avila
- 2017 : Meurtre à l'encre noire (Inspired to Kill) : Paul Reese

#### Émissions de télé-réalité / jeux / cérémonies
- 2003 : Pet Star : Juge (saison 1)
- 2005 : The 32nd Annual Daytime Emmy Awards : Animateur (cérémonie de remise de prix)
- 2005 : The 2005 World Music Awards : Animateur (cérémonie de remise de prix)
- 2005 : But Can They Sing? : Candidat (saison 1 - semaines 1 à 4, éliminé)
- 2008 : Celebrity Circus : Candidat (saison 1 - semaines 1 à 6, gagnant)
- 2009 : My Antonio : Héros de sa télé-réalité (saison 1)
- 2012 : Celebrity Wife Swap : Candidat (saison 1, épisode 5)
- 2013 : Chopped : Candidat (saison 18, épisode 2)
- 2013 : Stars in Danger: The High Dive : Candidat (saison 11, épisode 18)
- 2013 : Hell's Kitchen : Candidat invité (saison 11, épisode 18)
- 2014 - 2016 : Fix It & Finish It : Animateur et rénovateur (150 épisodes)
- 2014 : Dancing with the Stars : Candidat (saison 19 - semaines 1 à 7, éliminé)